# Велоспорт на літніх Олімпійських іграх 1924
У змаганнях з велоспорту на літніх Олімпійських іграх 1924 в Парижі розіграно 6 комплектів нагород (лише серед чоловіків) у двох видах: шосейний велоспорт і велоспорт на треку. 50-кілометрові перегони на треку, введені 1920 року, відбулися востаннє.

## Медальний залік

### Шосейні гонки
| Дисципліни                    | Золото                                                            | Срібло                                                                    | Бронза                                                           |
| ----------------------------- | ----------------------------------------------------------------- | ------------------------------------------------------------------------- | ---------------------------------------------------------------- |
| Роздільна індивідуальна гонка | Арманн Бланшонне (FRA)                                            | Генрі Гувенаерс (BEL)                                                     | Рене Амель (FRA)                                                 |
| Роздільна командна гонка      | Франція (FRA) Арманн Бланшонне Рене Амель Андре Ледюк Жорж Вамбст | Бельгія (BEL) Генрі Гувенаерс Огюст Парфондрі Жан ван ден Босх Фернан Сев | Швеція (SWE) Ґуннар Скельд Ерік Болін Раґнар Мальм Ерік Б'юрберґ |

### Велоперегони на треку
| Дисципліни                    | Золото                                                                              | Срібло                                                                 | Бронза                                                                         |
| ----------------------------- | ----------------------------------------------------------------------------------- | ---------------------------------------------------------------------- | ------------------------------------------------------------------------------ |
| 50 км                         | Ко Віллемс (NED)                                                                    | Сіріл Алден (GBR)                                                      | Гаррі Вайлд (GBR)                                                              |
| Спринт                        | Люсьєн Мішар (FRA)                                                                  | Якоб Мейєр (NED)                                                       | Жан Кюньйо (FRA)                                                               |
| Тандем                        | Люсьєн Шурі і Жан Кюньйо (FRA)                                                      | Едмунд Гансен і Віллі Гансен (DEN)                                     | Ґерард Босх ван Дракестейн і Моріс Петерс (NED)                                |
| Командна гонка переслідування | Італія (ITA) Франческо Цукетті Анджело де Мартіні Альфредо Дінале Ауреліо Менегацці | Польща (POL) Томаш Станкевич Францишек Шимчик Юзеф Ланге Ян Лазарський | Бельгія (BEL) Жан ван ден Босх Леонард Даґелінкс Генрі Гувенаерс Fernand Saive |

## Країни, що взяли участь

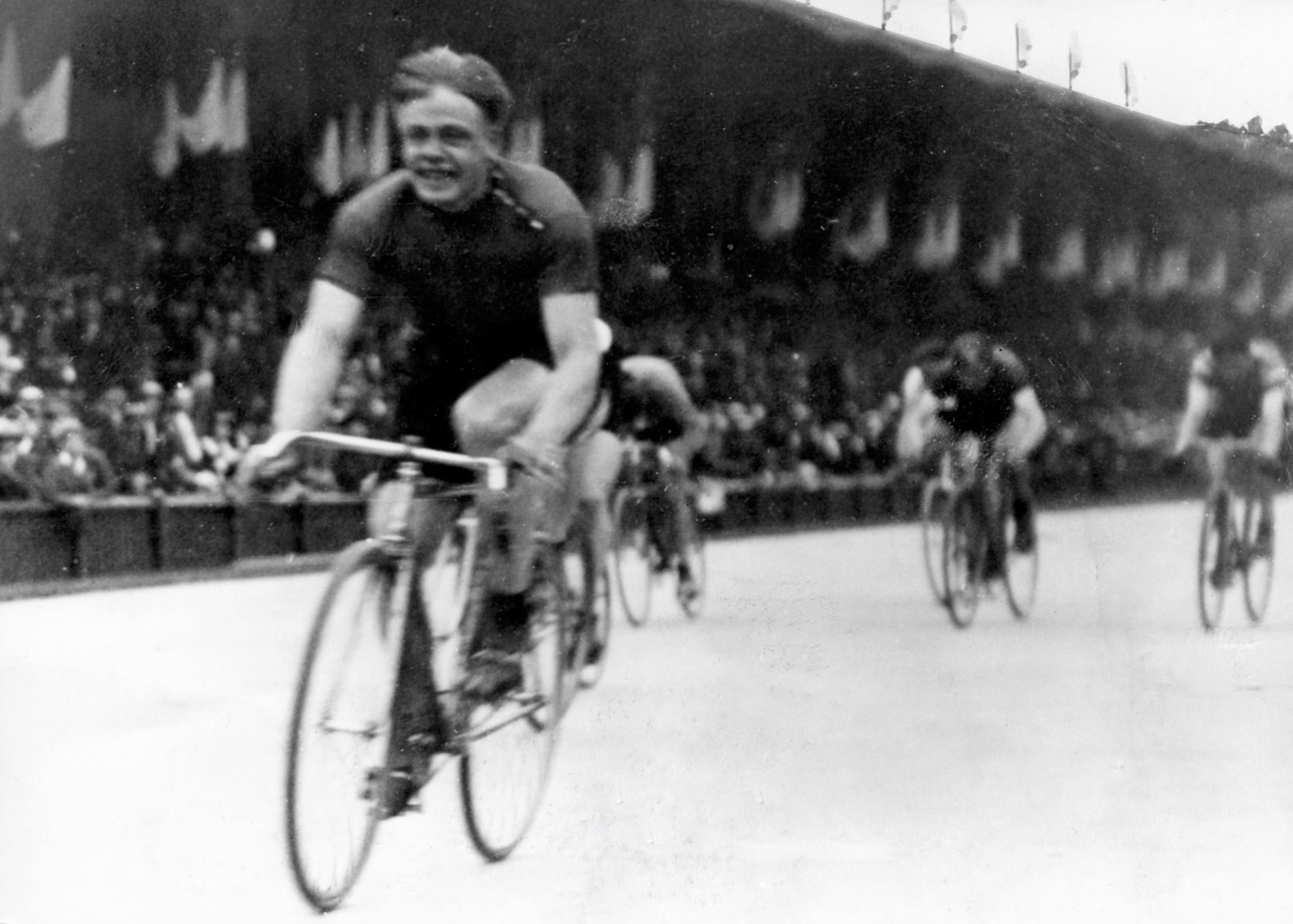
Фініш перегонів на 50 кілометрів серед чоловіків

Змагалися 139 велогонщиків з 24-х країн:
| - Аргентина (5) - Австралія (4) - Бельгія (9) - Болгарія (7) - Канада (1) - Чилі (3) - Чехословаччина (8) - Данія (6) |  | - Єгипет (3) - Фінляндія (4) - Франція (11) - Велика Британія (12) - Угорщина (4) - Італія (10) - Латвія (4) - Литва (2) |  | - Люксембург (5) - Нідерланди (10) - Польща (8) - Південно-Африканська Республіка (1) - Швеція (4) - Швейцарія (9) - США (5) - Югославія (4) |

## Таблиця медалей
| Місце               | Країна                | Золото | Срібло | Бронза | Загалом |
| ------------------- | --------------------- | ------ | ------ | ------ | ------- |
| 1                   | Франція (FRA)         | 4      | 0      | 2      | 6       |
| 2                   | Нідерланди (NED)      | 1      | 1      | 1      | 3       |
| 3                   | Італія (ITA)          | 1      | 0      | 0      | 1       |
| 4                   | Бельгія (BEL)         | 0      | 2      | 1      | 3       |
| 5                   | Велика Британія (GBR) | 0      | 1      | 1      | 2       |
| 6                   | Данія (DEN)           | 0      | 1      | 0      | 1       |
| 6                   | Польща (POL)          | 0      | 1      | 0      | 1       |
| 8                   | Швеція (SWE)          | 0      | 0      | 1      | 1       |
| Загалом (8 збірних) | Загалом (8 збірних)   | 6      | 6      | 6      | 18      |